# Shuanghe (Xinjiang)
Shuanghe oder Qoshögüz (chinesisch 雙河市 / 双河市, Pinyin Shuānghé Shì, uigurisch قوشئۆگۈز شەھىرى, Yengi Ⱪoxɵgüz Xəⱨiri) ist eine direkt der Gebietsregierung (und nicht wie andere kreisfreie Städte der Bezirksebene) unterstehende kreisfreie Stadt im äußersten Nordwesten des Uigurischen Autonomen Gebiets Xinjiang der Volksrepublik China. Sie liegt 30 km östlich von Bortala und 50 km südwestlich von Alashankou und der Grenze von Kasachstan. Die Stadt wurde erst 2014 offiziell gegründet und umfasst ein Gebiet von 742,18 km² und hat 53.800 Einwohner.

## Name
Der Name Shuanghe bedeutet „Zwei Flüsse“ und bezieht sich auf den Bortala und den Jing-Fluss (精河). Bereits zur Zeit der Tang-Dynastie gab es eine administrative Einheit Shuanghe Dudufu (双河都督府), die um 658 n. Chr. in dem Gebiet errichtet wurde.

## Geschichte
Die Stadt entstand auf dem Siedlungsgebiet der 5. Division des Xinjiang Produktions- und Konstruktions-Corps (XPCC). Im Januar 2014 beschloss der Staatsrat der Volksrepublik China die administrative Gründung der Stadt und am 26. Februar 2014 wurde die offizielle Gründung veranstaltet. Shuanghe ist die siebte Stadt in Xinjiang die aus einer Siedlung des XPCC entstand, nach Shihezi, Aral, Tumxuk, Wujiaqu, Beitun und Tiemenguan.